# Saint-Christophe-en-Bazelle
Saint-Christophe-en-Bazelle är en kommun i departementet Indre i regionen Centre-Val de Loire i de centrala delarna av Frankrike. Kommunen ligger i kantonen Saint-Christophe-en-Bazelle som tillhör arrondissementet Issoudun. År 2022 hade Saint-Christophe-en-Bazelle 353 invånare.

## Befolkningsutveckling
Antalet invånare i kommunen Saint-Christophe-en-Bazelle
Referens:INSEE